# Seseli brevicaule
Seseli brevicaule är en flockblommig växtart som beskrevs av Claude Thomas Alexis Jordan. Seseli brevicaule ingår i släktet säfferötter, och familjen flockblommiga växter. Inga underarter finns listade i Catalogue of Life.